# Übergabegüterzug

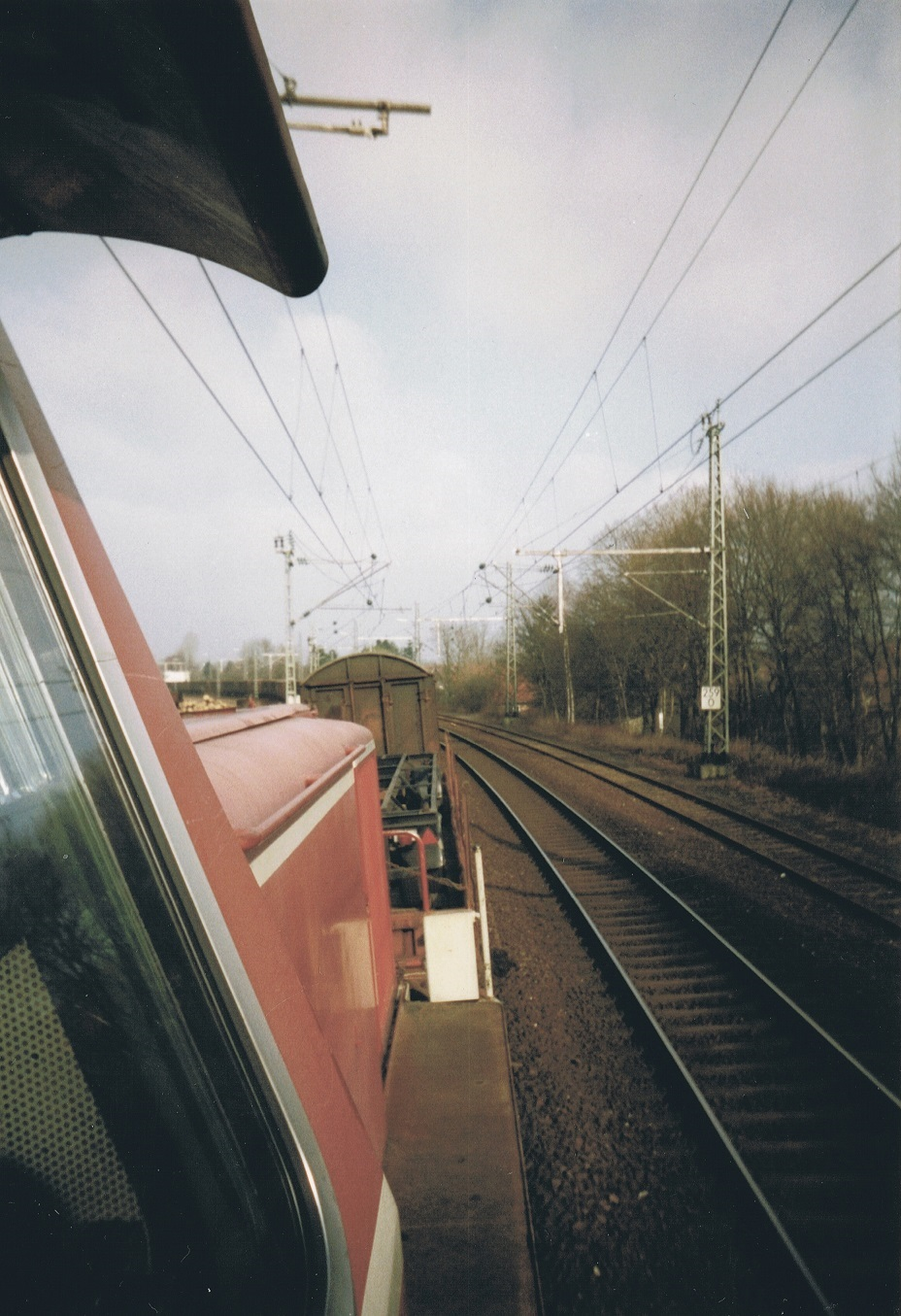
Egy meppeni Übergabegüterzug 1997-ben, melyet egy DB 291 sorozatú mozdony húz

Az Übergabegüterzug (rövidítve Üg, Übergabe vagy Übergabezug, szó szerinti fordításban „áruátszállító vonat”) olyan tehervonat, amely az egyes teherkocsikat az útjuk első vagy utolsó szakaszán, azaz a kiindulási ponttól az első vasúti csomópontig vagy az utolsó vasúti csomóponttól a célállomásig szállítja. A csomópontok között a kocsikat Nahgüterzüge (Ng), azaz helyi tehervonatok, vagy Durchgangsgüterzüge (átmenő tehervonatok) szállítják. Ezek a vonatok általában viszonylag rövid távolságokat tesznek meg, és csak néhány kocsiból állnak, amelyeket egyenként vagy úgynevezett kocsicsoportokban szállítanak az ipari vagy rakodóvágányokra, illetve vesznek fel onnan.
Ezen klasszikus tehervonat-kategóriák az idők során kikoptak, a Deutsche Bahn „egykocsis regionális vonatai” inkább az Üg és az Ng vonatok keverékei. Ezeket a DB néha Cargobedienung (teherszállítási szolgáltatás) néven emlegeti, és CB rövidítéssel jelöli.

## Fordítás
- Ez a szócikk részben vagy egészben  az   Übergabezug című német Wikipédia-szócikk ezen változatának fordításán alapul.  Az eredeti cikk szerkesztőit annak laptörténete sorolja fel. Ez a jelzés csupán a megfogalmazás eredetét és a szerzői jogokat jelzi, nem szolgál a cikkben szereplő információk forrásmegjelöléseként.